# Pulau Menjangan
Pulau Menjangan är en ö i Indonesien. Den ligger i den sydvästra delen av landet, 900 km öster om huvudstaden Jakarta. Arean är 1,8 kvadratkilometer.
Terrängen på Pulau Menjangan är platt. Öns högsta punkt är 64 meter över havet. Den sträcker sig 0,9 kilometer i nord-sydlig riktning, och 2,9 kilometer i öst-västlig riktning.